# Materiële vaste activa
Onder materiële vaste activa (non-current assets of fixed assets) worden de bezittingen van een bedrijf verstaan waarvan het daarvoor benodigde vermogen voor een periode langer dan een jaar is vastgelegd. Voorbeelden hiervan zijn grond en gebouwen, machines en installaties, transportmiddelen en computers. 
Het zijn de bezittingen die een bedrijf langdurig gebruikt voor de bedrijfsvoering, en waarvan het bedrijf het economisch eigendom bezit. Dus operationeel geleasede bezittingen (sale and lease back) vallen hierbuiten.
Materiële vaste activa onderscheiden zich van immateriële en financiële vaste activa doordat zij stoffelijk van aard zijn. Men kan ze pakken of aanraken.